# Argir (Illes Fèroe)
Argir [ˈaɹʤɪɹ] és una localitat situada a l'illa de Streymoy, a les illes Fèroe. Forma part del municipi de Tórshavn, capital de l'arxipèlag. L'1 de gener de 2021 tenia 2,364 habitants.
Argir ocupa la part més meridional de l'àrea urbana de Tórshavn, i limita al sud amb les muntanyes i a l'est amb el mar. El riu Sandá constitueix el límit nord d'Argir i la seva frontera amb la ciutat de Tórshavn. Ja que Argir es troba físicament unida a la capital, hi ha les seus d'institucions oficials, com ara l'Agència del Medi Ambient de les Illes Fèroe i el Ministeri de Finances del govern.

## Història
El nom d'Argir prové del nòrdic antic ærgi, que significa "pastura d'estiu". En algunes zones properes encara hi persisteixen algunes granges. El lloc surt per primer cop a la documentació el 1584. Tot i això, probablement la zona ja estava habitada a l'edat mitjana, tal com podria demostrar el topònim, que s'atribueix a un tipus de pasturatge estiuenc.
El comerciant luterà d'Hamburg, Thomas Köppen (o Koppen o Køpping) va rebre del rei danès el 1529 les Illes Fèroe com a feu. Cap el 1538/1539 es va produir el canvi de fe va arribar a les Illes Fèroe, tal com ja ho havia fet a Noruega i Dinamarca. Uns anys més tard, el 1545, el bisbe Jens Riber, resident a Kirkjubøur, va establir un hospital per a pacients amb malalties infeccioses greus, principalment de lepra, a Argir. El lloc es va escollir per la seva ubicació apartada. Dos anys després, el 1547, Köppen, com a senyor del rei, es va veure obligat a mantenir el nou hospital d'Argir i la recent creada escola llatina de Tórshavn. Quan Köppen va morir el 1553, el feu de les Fèroe va passar a dependre de Bergen (Noruega).
El 1828 Andrass Mortansson, va comprar per 1005 tàlers imperials danesos l'edifici de l'hospital juntament amb el sòl associat. L'any següent, el 1829, s'hi va traslladar juntament amb la seva dona Elspa i en va desenvolupar el lloc. Andrass també va construir un pont sobre la Sandá entre 1831 i 1835. Aquest pont ha estat restaurat i ara serveix de pas de vianants, just al costat del modern pont per a trànsit rodat.
Durant bona part del segle XX Argir va formar un municipi independent. El 1994 aquest municipi es va agregar al de Tórshavn.

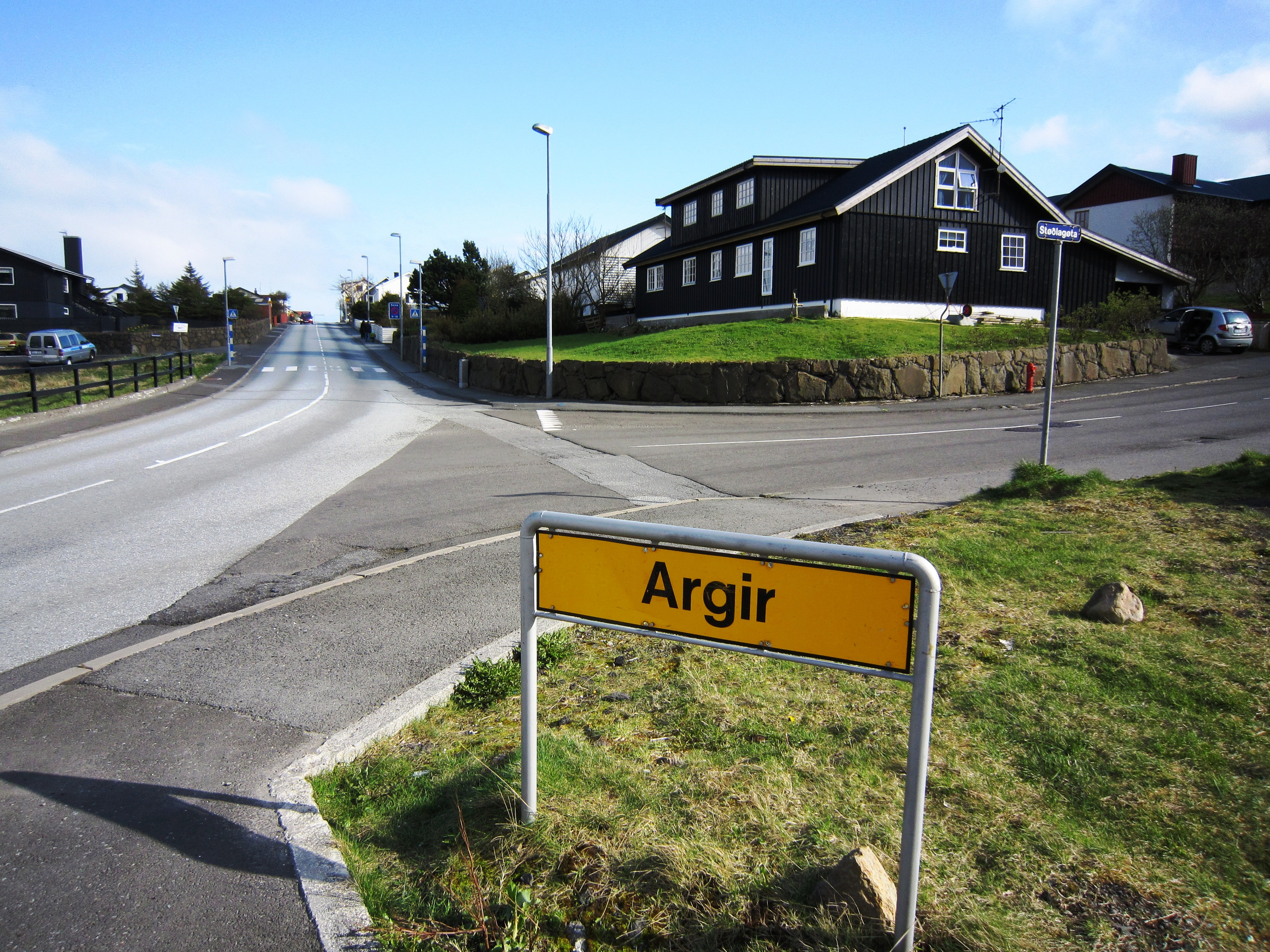
Indicació a l'entrada d'Argir.

## Cultura i esports
La primera escola primària es va construir a Argir el 1952 i la primera església el 1974. El 2006 es va innaugurar l'aquari d'aigua marina de les Illes Fèroe (Føroya Sjósavn) a la zona de l'íshúsið, una antiga pista de gel que hi havia a la platja. Argir disposa també d'un petit port esportiu, al costat del qual hi ha les instal·lacions del club de rem local.
Argir té també un equip de futbol que juga en els màxims nivells de la lliga feroesa, l'Argja Bóltfelag. El 2019 jugava a la primera divisió. El seu estadi es l'Argir Estadium, amb una capacitat per a 2000 espectadors.